# Hit the Road Jack
Ray Charles örökzölddé vált dalát sokan feldolgozták az idők folyamán. Napjainkban például Hugh Laurie és Gaby Moreno duettje.
Az eredeti művet Percy Mayfield  írta, és a hanglemezen Ray Charles-szal Margie Hendrix és a The Raelettes együtt énekel.
A dal a Rolling Stone „The 500 Greatest Songs of All Time” listáján a 387. helyen szerepel.

## Szövegrészlet
Menj utadra Jack, és ne gyere vissza

Soha többé, soha többé, soha többé, soha többé,

Menj utadra Jack,

és ne gyere vissza

soha többé!

Mit mondtál?

  ...

Ne gyere vissza 

soha többé!

## Híres felvételek
- Ray Charles (1961 – Grammy-díj for Best R&B Performance)
- Richard Anthony (1961)
- The Animals (1966)
- Big Youth – als Reggae-Version 1976
- Monica Zetterlund (1962)
- The Stampeders featuring Wolfman Jack (1976)
- Suzi Quatro (1974)
- John Mellencamp (1976)
- The Residents (1987)
- Buster Poindexter (1989)
- Tokyo Ska Paradise Orchestra (1990)
- Arrested Development (2002)
- Hermes House Band (2004)
- Miyavi (2005)
- Basement Jaxx (2006)
- Tic Tac Toe Band (2006)
- Mo’ Horizons
- The Easybeats
- Sha Na Na
- Renee Olstead
- Shirley Horn
- Jamie Cullum und Tim Minchin
- John Farnham
- Acid Drinkers
- Throttle
- Stéphane Grappelli
- Joshua Redman
- Jools Holland and All Guests
- Hugh Laurie és Gaby Moreno
- LaVerne Butler